# Déclaration d'indépendance de l'Estonie

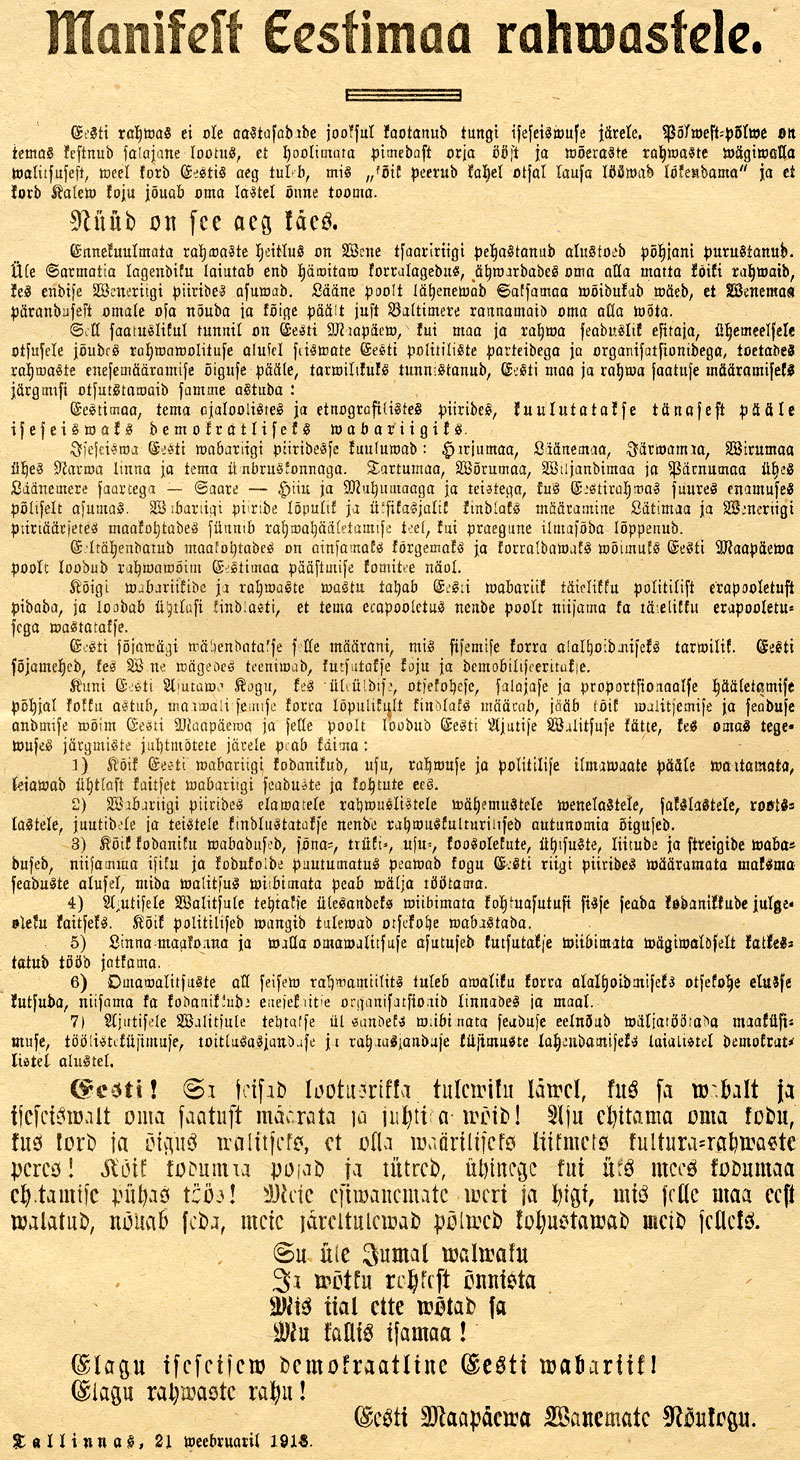
Déclaration d'indépendance.

La déclaration d'indépendance de l'Estonie, aussi appelée Manifeste des Peuples d'Estonie (en estonien Manifest Eestimaa rahvastele), est l'acte fondateur de la république d'Estonie en date du 24 février 1918. Elle est célébrée le 24 février, le Jour de l'indépendance (en).

## Contexte

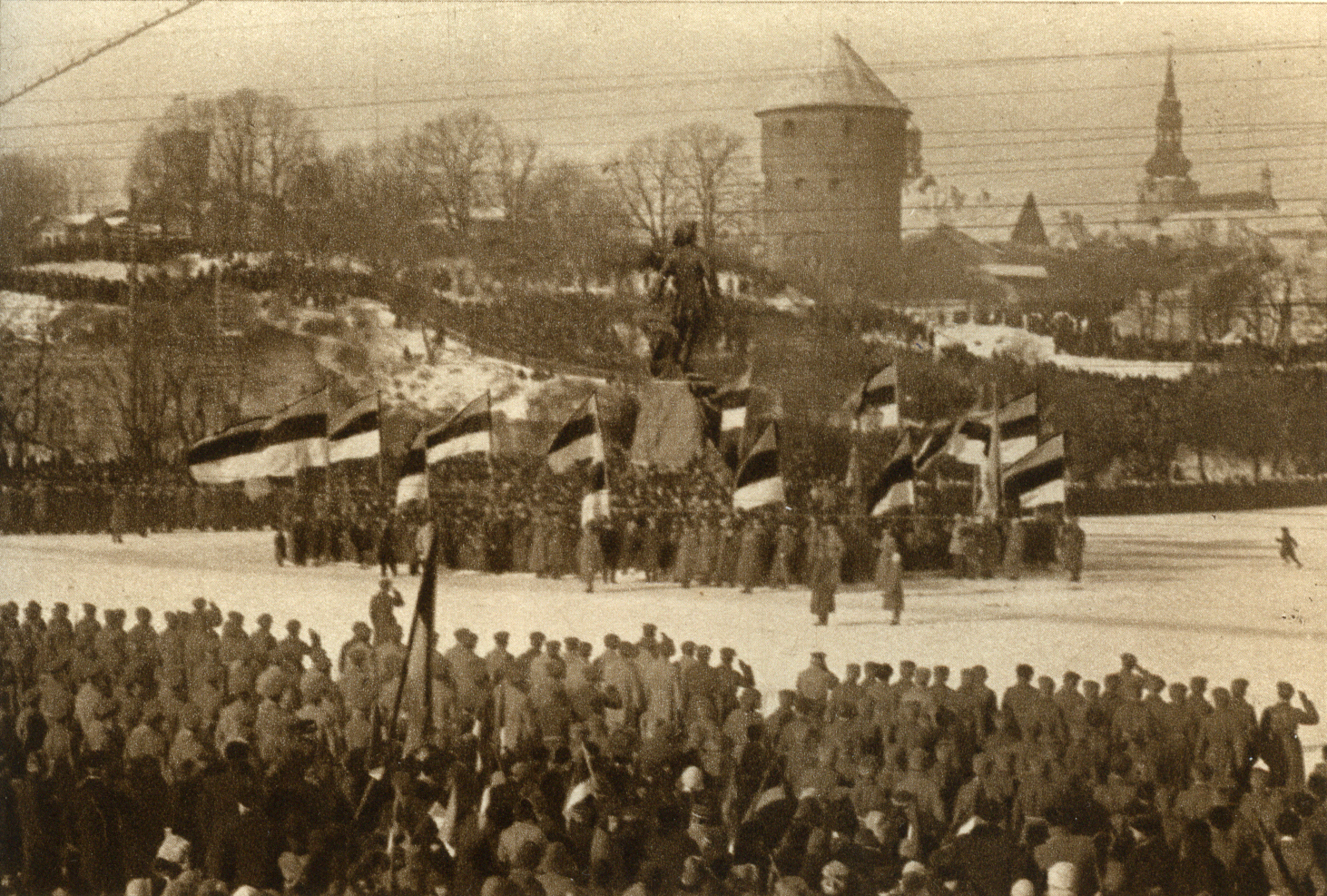
Première célébration de l'indépendance en 1919.

Durant la Première Guerre mondiale, entre le retrait de la Russie et l'avancée des troupes allemandes, et à l'approche de l'occupation de l'Estonie par l'Empire allemand, le Comité de salut public (en), élu par les anciens de l'Assemblée provinciale d'Estonie (en), rédigea la déclaration. Originellement prévue pour être proclamée le 21 février 1918, la proclamation fut repoussée au soir du 23 février, quand le manifeste fut imprimé et lu publiquement à Pärnu. Le jour suivant, le 24 février, le manifeste fut imprimé et distribué dans la capitale, Tallinn,.
L'Empire allemand ne reconnut pas la nouvelle république d'Estonie. Toutefois, après la défaite des Empires centraux durant la Première Guerre mondiale en novembre 1918, l'Allemagne retira ses troupes d'Estonie et transmit formellement ses pouvoirs au gouvernement provisoire estonien le 19 novembre. L'invasion des bolcheviks russes et la guerre d’indépendance de l'Estonie suivit. Le 2 février 1920, le traité de paix de Tartu fut signé par la république d'Estonie et l'URSS. La république d'Estonie obtint une reconnaissance internationale en devenant membre de la Société des Nations en 1921.

## Sources